# Xanthoparmelia pimbaensis
Xanthoparmelia pimbaensis är en lavart som beskrevs av Elix. Xanthoparmelia pimbaensis ingår i släktet Xanthoparmelia och familjen Parmeliaceae.   Inga underarter finns listade i Catalogue of Life.